# Offizierspatent
Der Begriff Offizierspatent kommt von lateinisch litterae patentes und bedeutet landesherrlicher „offener Brief“. Nach heutigem Sprachgebrauch versteht man hierunter eine Ernennungsurkunde. Durch das Patent wurde die Ernennung zum Offizier (wie auch jede weitere Beförderung in einen höheren Offiziersdienstgrad) wirksam und glaubhaft gemacht. Das Datum der Ausfertigung legte die Rangfolge im Dienstalter fest. Als Auszeichnung konnte es vordatiert werden, womit die Karriere des Inhabers beschleunigt wurde. Die dem Offizier zustehenden Vorrechte und Pflichten waren im Text vermerkt.

## Militär

### Deutschland

#### Preußen
König Friedrich Wilhelm I. fertigte ab 1713 jedes Offizierspatent persönlich aus. Der Wortlaut jener Patentschrift blieb in der preußischen Armee bis 1919 nahezu unverändert.

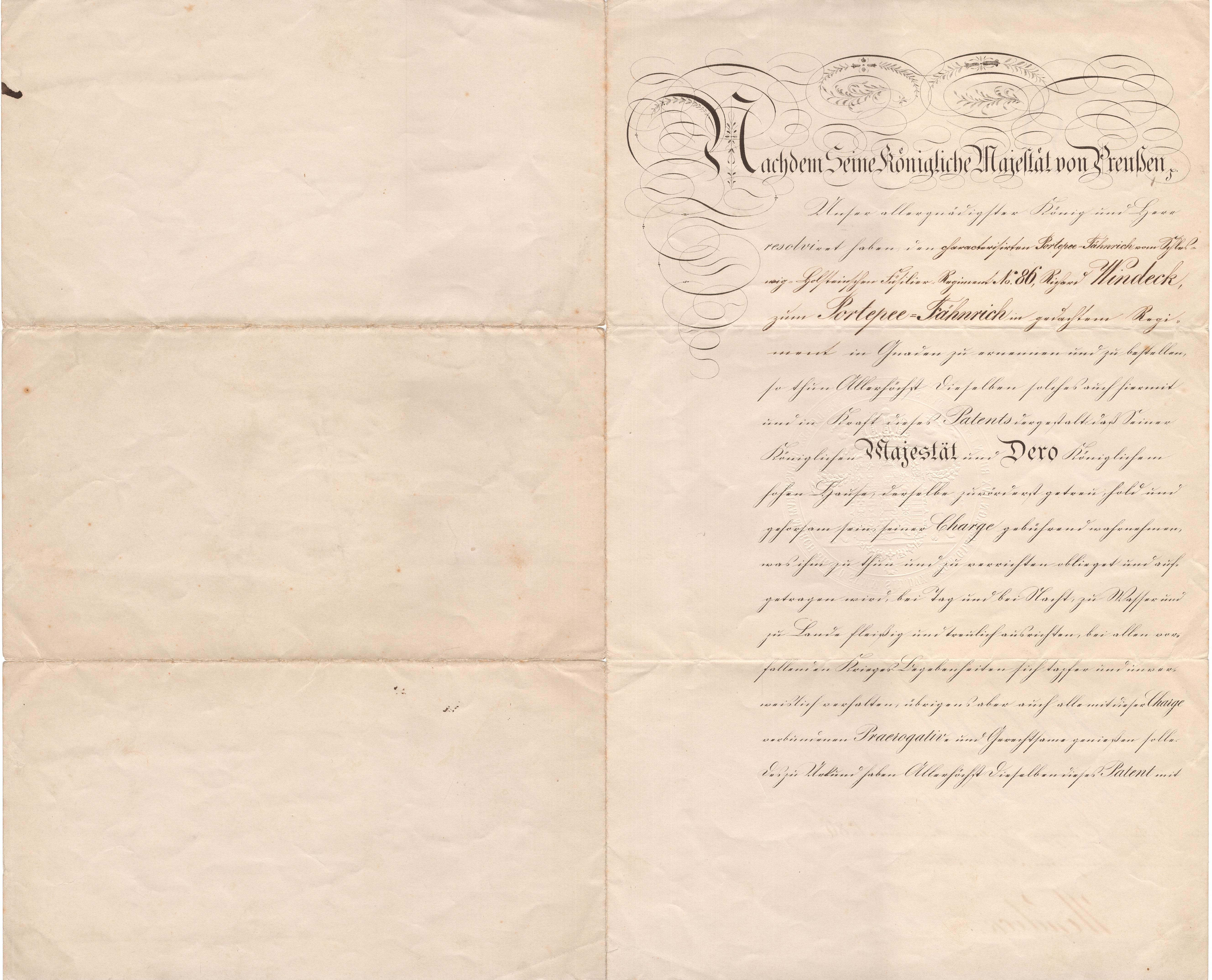
Patent für einen preuß. Portepee-Fähnrich (Oberfähnrich) Vorderseite 1872
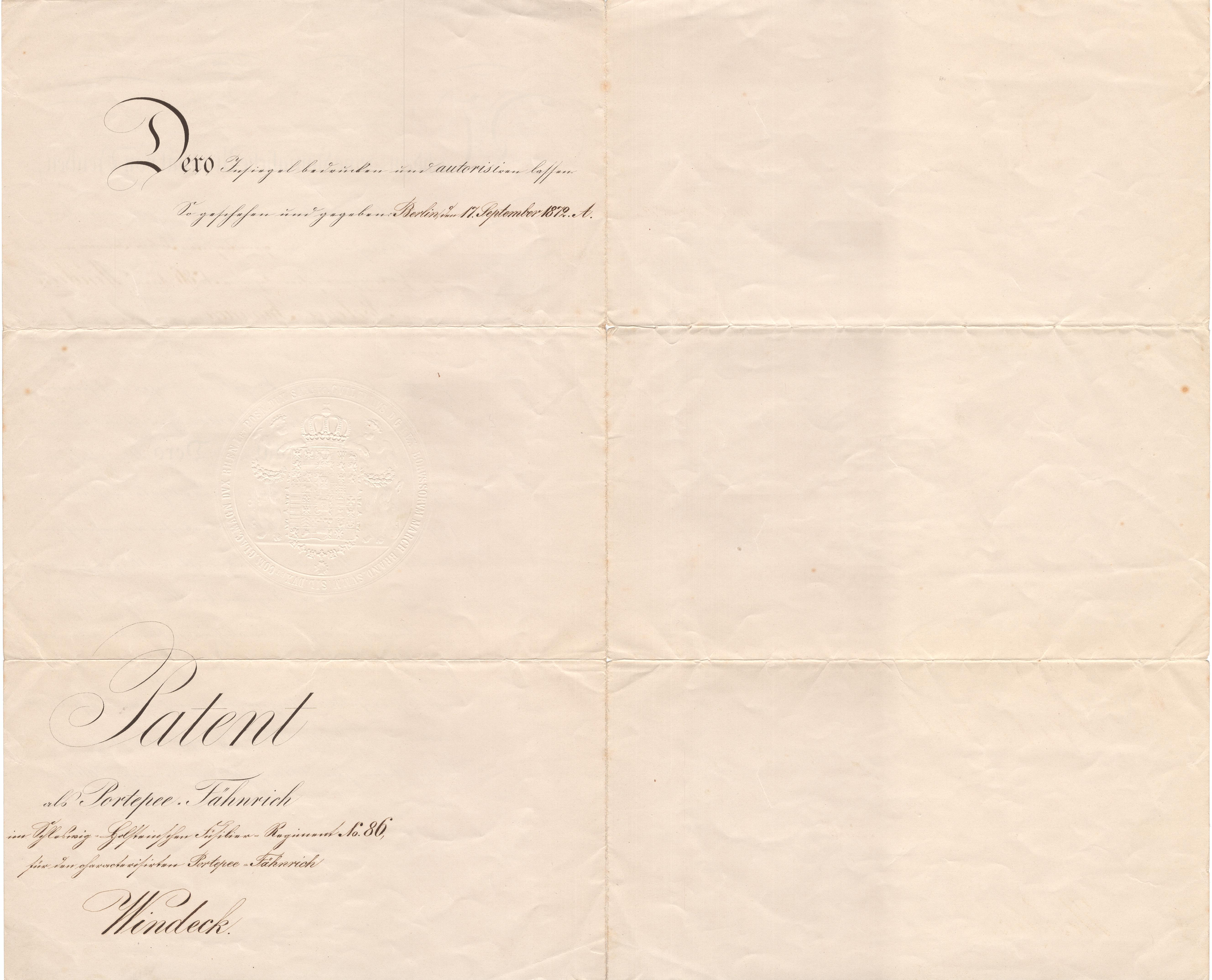
desgl. Rückseite 1872
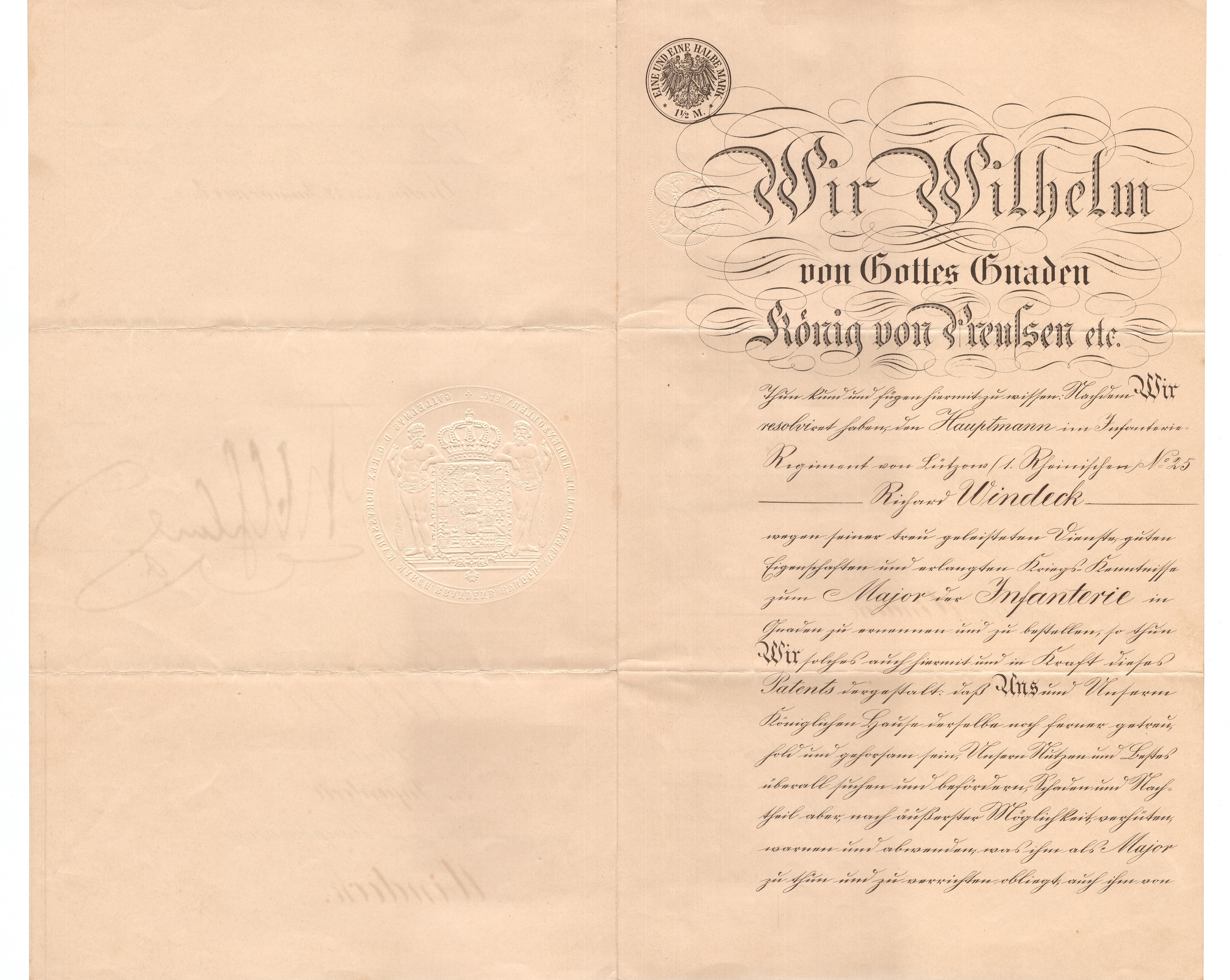
Patent für einen preuß. Major Außenseite 1900
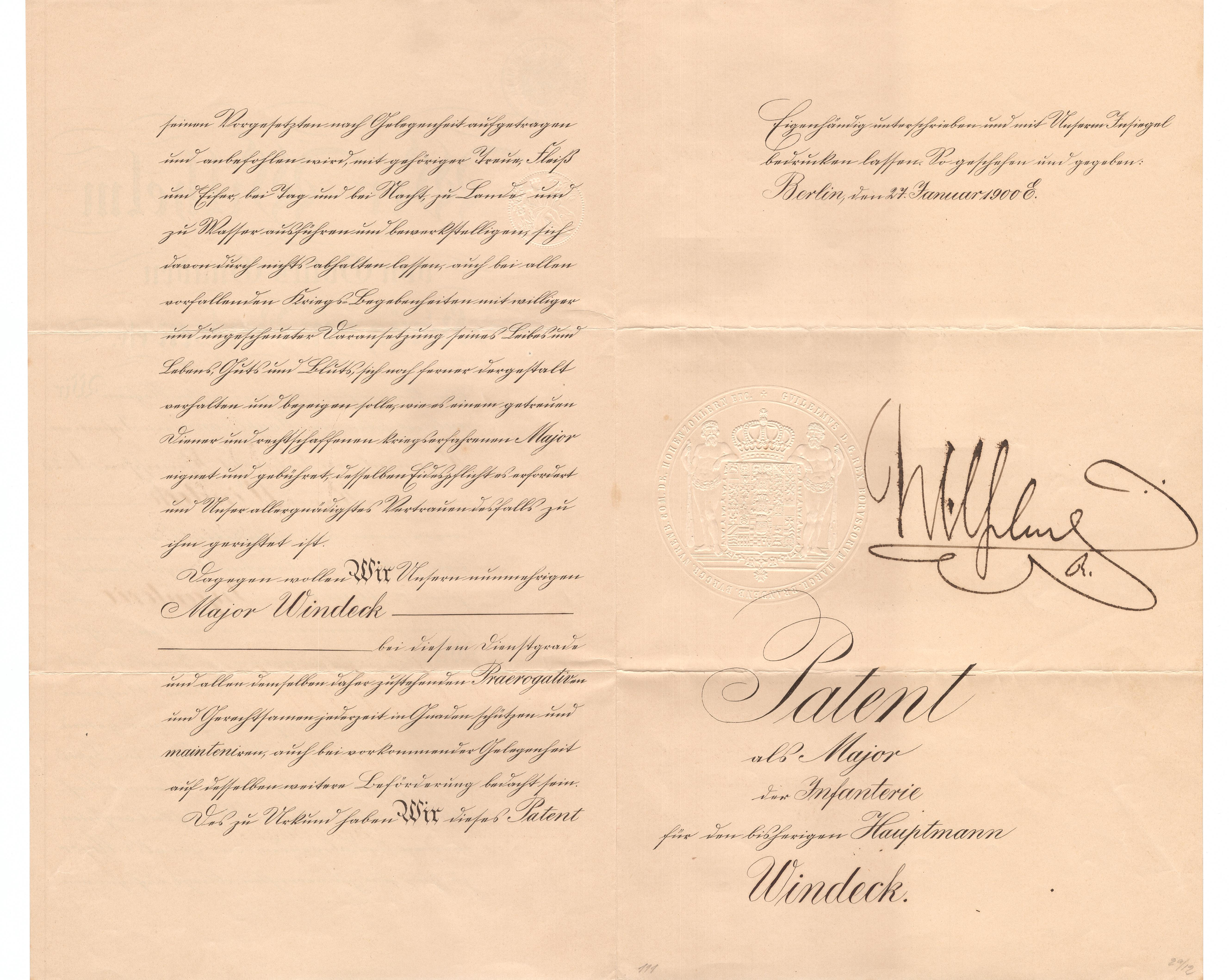
desgl. Innenseite 1900
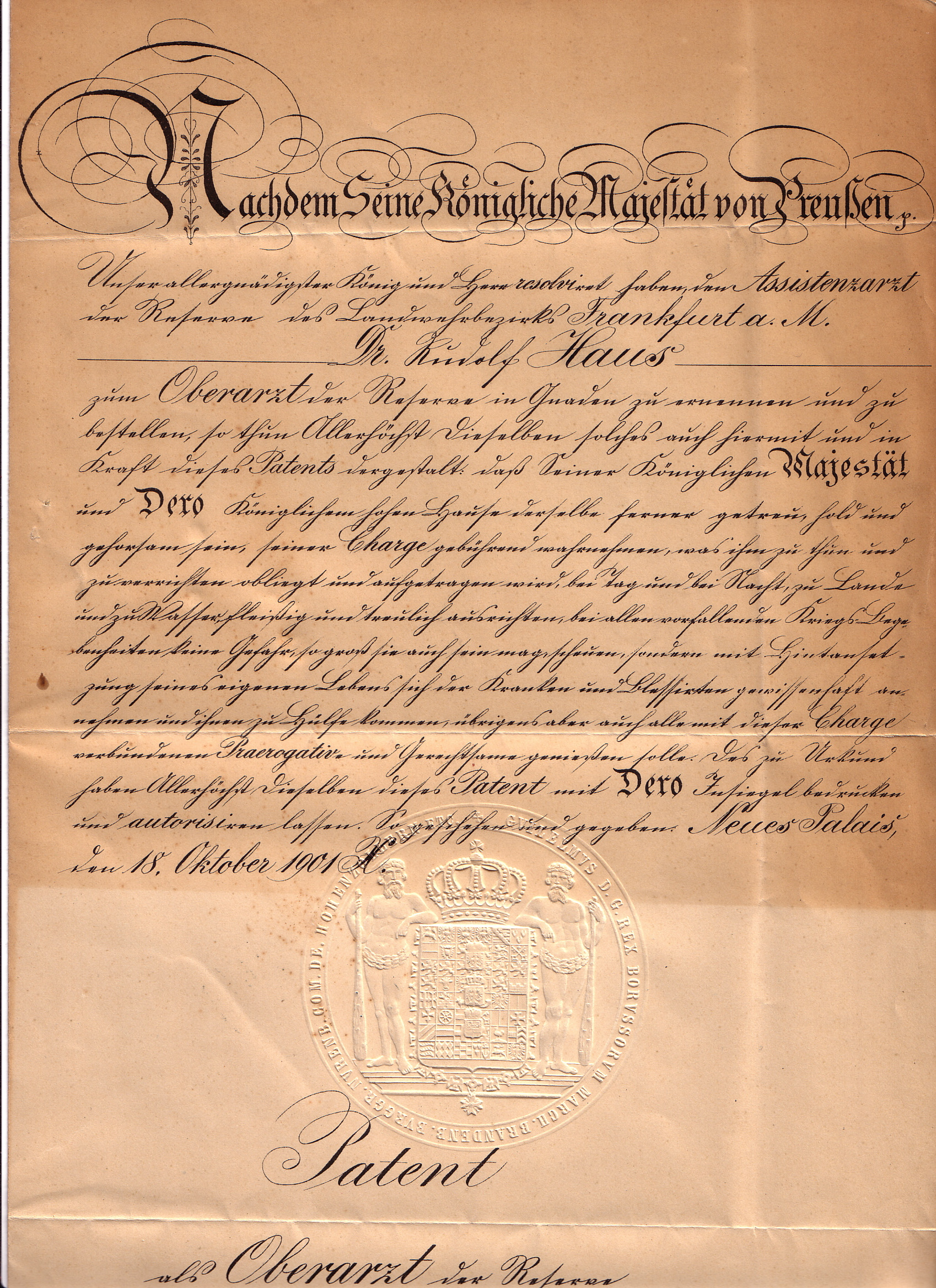

Alle Patente waren mit dem Großen Siegel (Prägesiegel) versehen; Patente bis zum Premier-Lieutenant/Oberleutnant waren ohne Unterschrift, ab Hauptmann aufwärts stets vom König unterzeichnet. 

Nach bestandener Offizierprüfung wurden die Kriegsschüler zu charakterisierten Fähnrichen ernannt und erhielten das Patent nach zwei bis sechs Monaten, je nach Prüfungsergebnis. Selektaner wurden sofort zum Leutnant ernannt mit einem Patent drei Monate später. Die Reihenfolge (Buchstaben A bis Z) der Patente mit gleichem Datum wurde durch das Leistungsergebnis bestimmt.  Das Patent bestimmte die Anciennität (Dienstalter) und damit die Reihenfolge der regulären Beförderung. 

Bei hervorragenden Leistungen konnten Offiziere bei Beförderungen „vorpatentiert“ werden, d. h. das Patent wurde mit einem älteren Datum versehen.
Das (oft aus wertvollem Pergament ausgefertigte) Patent für einen Militär-Beamten im Offiziersrang wurde in der Regel vom Kriegsminister ausgestellt. Unteroffiziere erhielten ebenfalls Bescheinigungen über ihre Beförderung(en), die sogenannte (aus Papier gefertigte) „Bestallung“.

#### Bundeswehr

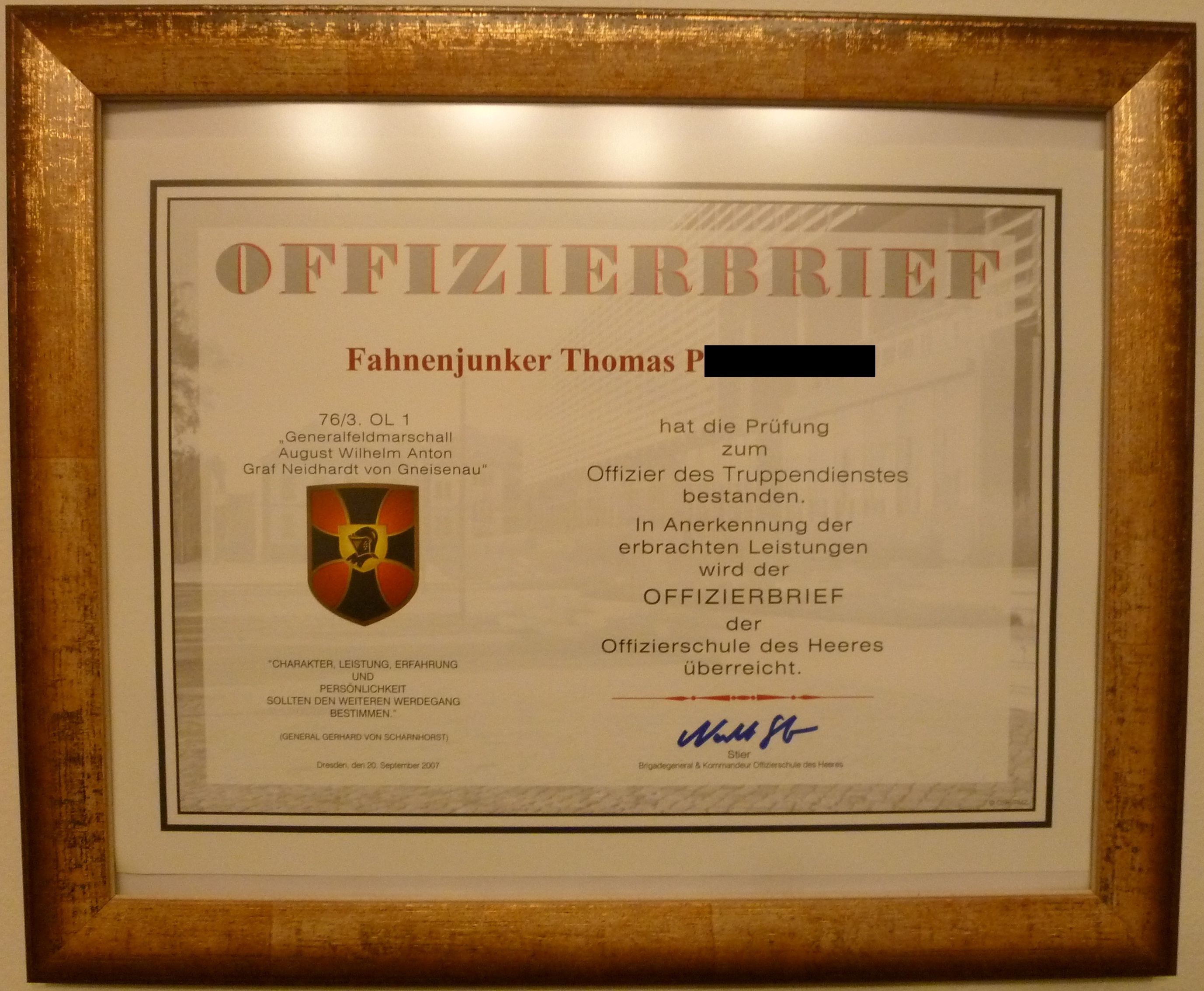
Offizierbrief der Offizierschule des Heeres

In der Bundeswehr gibt es keine Offizierspatente im eigentlichen Sinne. An der Offizierschule des Heeres wird den Absolventen seit Ende 2002 nach dem Bestehen des Offizierlehrgangs Teil 1 der Offizierbrief der Offizierschule des Heeres überreicht. Auch an der Marineschule Mürwik wird den Absolventen ein Offizierbrief überreicht. An der Offizierschule der Luftwaffe wird den Absolventen in Anlehnung an die Tradition der Patentvergabe nach bestandenem Offizierlehrgang Lehrgangsurkunden verliehen, die den Titel Offizierspatent tragen.
Die Beförderung zum Leutnant, dem niedrigsten Offizierdienstgrad in der Bundeswehr, setzt nach § 27 Abs. II Nr. 2 Soldatengesetz neben dem entsprechenden Bildungsabschluss ein positives Lehrgangszeugnis der jeweiligen Offizierschule sowie eine Mindestdienstzeit von 36 Monaten für aktive Soldaten voraus. Für Reserveoffiziere gelten abweichende Voraussetzungen.

### Schweiz

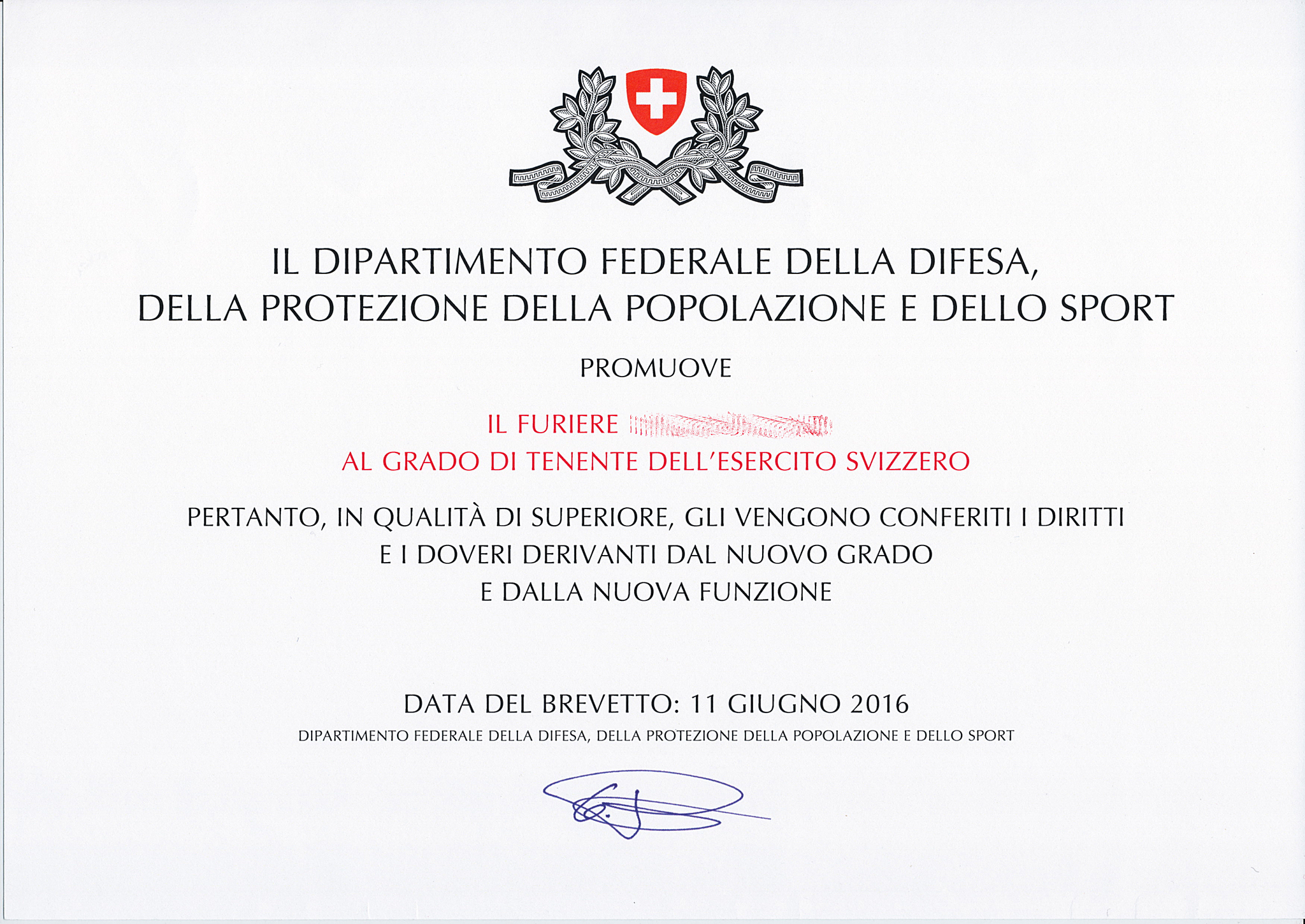
Schweizer Offiziersbrevet.

In der Schweizer Armee wird das Dokument, das die Beförderung zum Offizier bescheinigt, als Offiziersbrevet bezeichnet und vom Departementsvorsteher des Eidgenössischen Departementes für Verteidigung, Bevölkerungsschutz und Sport (VBS) ausgestellt.

### Vereinigte Staaten
Das Offizierspatent wird in den Vereinigten Staaten Commission genannt. Entsprechend heißen Offiziere im Regelfall Commissioned Officers. Nach der Verfassung der Vereinigten Staaten ist nur der Präsident berechtigt, für die Offiziere der Bundesstreitkräfte ein Patent auszustellen. Er kann die Ausstellung aber an untergeordnete Minister delegieren, die dann im Auftrag des Präsidenten das Patent ausstellen, was in der Praxis der Regelfall ist. Während Mannschaften und Unteroffiziere aufgrund eines Vertrags (englisch contract) ihren Aufgaben nachkommen, haben damit Offiziere die direkte Beauftragung des Präsidenten.  Da die Nationalgarde sowohl eine Staatsmiliz als auch eine Reservekomponente der Bundesstreitkräfte ist, erhalten die Offiziere ein Doppelpatent vom Gouverneur als auch Präsidenten. Das Offizierspatent ist die offizielle Erlaubnis, Befehle zu erteilen und Truppen zu führen.
Warrant Officer in der untersten Besoldungsstufe erhalten ein Warrant (deutsch Vollmacht) durch den Minister der Teilstreitkraft. Ab dem Dienstgrad Chief Warrant Officer erhalten sie ebenfalls ein Offizierspatent und sind damit Offizieren gleichgestellt, obwohl eine Truppenführung für sie nicht vorgesehen ist.

## Patente in der Handelsschifffahrt
Die Befähigungszeugnisse für Schiffsoffiziere in der Handelsschifffahrt hießen in der Vergangenheit ebenfalls Patente, und in der Umgangssprache werden die damit qualifizierten Offiziere noch immer als Patentinhaber bezeichnet. Das gilt gleichermaßen für nautische wie für technische Offiziere.
Offiziell wird der Begriff Patent bei Befähigungszeugnissen in der Binnenschifffahrt gebraucht wie z. B. beim Bodenseeschifferpatent.